# Nokere Koerse 1973
La Nokere Koerse 1973, ventottesima edizione della corsa, si svolse il 20 marzo per un percorso con partenza ed arrivo a Nokere. Fu vinta dal belga Noël Vantyghem della squadra Flandria-Carpenter-Shimano davanti al francese Claude Magni e all'olandese Gerard Vianen.

## Ordine d'arrivo (Top 10)
| Pos. | Corridore          | Squadra                    | Tempo    |
| ---- | ------------------ | -------------------------- | -------- |
| 1    | Noël Vantyghem     | Flandria-Carpenter-Shimano | 3h49'00" |
| 2    | Claude Magni       | Sonolor                    | a 10"    |
| 3    | Gerard Vianen      | Gitane-Frigecreme          | a 25"    |
| 4    | Dirk Baert         | Novy-Romy Pils-Total       | a 45"    |
| 5    | Willy Teirlinck    | Sonolor                    | a 1'10"  |
| 6    | August Herijgers   | Ijsboerke-Bertin           | s.t.     |
| 7    | André Dierickx     | Flandria-Carpenter-Shimano | s.t.     |
| 8    | Joseph Schoeters   | Ijsboerke-Bertin           | a 1'20"  |
| 9    | Theo Fierens       | Ijsboerke-Bertin           | s.t.     |
| 10   | Robert Mintkiewicz | Sonolor                    | s.t.     |